# Американский ниндзя 5
«Американский ниндзя 5» (англ. American Ninja V) — кинофильм в жанре боевика режиссёра Бобби Джина Леонарда.

## Сюжет
Хиро, внучатый племянник Мастера Тэцу, является последним из истинных ниндзя. Его двоюродный дед отправляет его на обучение к «американскому ниндзя» Джо Кастлу, чтобы набраться опыта. Хиро помешан на компьютерах и совсем не интересуется восточными единоборствами. Но Джо всё же преподаёт ему несколько уроков и решает позаботиться о подростке.
Помимо того, что Джо является «американским ниндзя», он также владеет яхтой «Августа». Чтобы встретить «американского ниндзя», Лиза Стробл «лакирует» его яхту. Во время ужина Лизу похищают множество разноцветных ниндзя во главе с Вайпо, с целью шантажа её отца-учёного, доктора Арчибальда Стробла. Джо и Хиро бросаются за ней вдогонку и летят самолётом в Венесуэлу, чтобы спасти её. Выясняется, что доктор Стробл работает на хозяина лаборатории Саймона Глокка, разрабатывающего нервно-паралитический газ для латиноамериканских деспотов. Демонстрируя все свои навыки борьбы, «американский ниндзя» с Хиро проникают в лабораторию Глокка и спасают девушку из плена. Вайпо пытается сбежать на самолёте, но Хиро и Джо, проникнув в кабину пилота, убивают и сбрасывают его в открытый люк вместе с бомбой. Вернувшись в Лос-Анджелес, Джо отправляется на свидание с Лизой и целует её на носу своей яхты.

## В ролях
- Дэвид Брэдли — Джо
- Ли Рейс — Хиро
- Энн Дюпон — Лиза
- Пэт Морита — мастер Тэцу
- Джеймс Лью
- Марк Фиорини
- Клемент вон Франкенштейн